# Valdemar Bandolowski
Valdemar Bandolowski (født 17. februar 1946 i Esbønderup) er en dansk sejlsportsmand og tidligere advokat. Han var medlem af Dragør Sejlklub. Sammen med Erik Hansen og Poul Richard Høj Jensen vandt han to OL-guld medaljer i Soling. Den første i 1976, Kingston, Ontario, hvor sejladserne blev afholdt i forbindelse med OL i Montreal og den anden ved OL i Moskva 1980 i Tallinn, Estland. Sammen med Paul Elvstrøm deltog han i OL i 1972 i München, men måtte udgå på grund af Elvstrøms sygdom. Han har også vundet VM i 1/2 ton 1972, VM Soling i 1984 og VM i Drage i 1987, Dragon Gold Cup i 1984 og 1986 samt EM i Soling 1971. Og så var han skipper og daglig leder af Dansk Americas Cup Udfordring fra 1986 til 1991.
Bandolowski var en af Initiativtagerne til etableringen af Team Danmark, medlem af kommissionen, som udarbejdede lovforslaget, og i en årrække medlem af repræsentantskabet, udpeget af kulturministeriet.
Valdemar Bandolowski er uddannet jurist (cand.jur.) fra Københavns Universitet i 1973, og han arbejdede i en årrække som advokat i København.
Han drev i en årrække med den tidligere Spiesdirektør Erling Brodersen rejsebureauet Bounty Club.